# 都指挥使司
都指挥使司，简称都司，是中國明朝设立于地方的军事指挥机关。
明初，废元朝枢密（樞密院）、平章（同平章事）、元帅、总管、万户诸武官号。都指挥使司下设卫指挥使司、千户、百户、总旗、小旗不等。度山川形势，分设卫所（衛所制）。大致五千六百人为卫、千人为千户所、百人为百户所。
分前、后、左、右、中5个千户所。千户所又分为10个百户所，每百户所112人。各卫所平时屯守，战时奉命攻守。每逢战时，朝廷临时命将，并非都司指挥作战。

## 沿革
明太祖洪武三年，升杭州、江西、燕山、青州四卫为都卫，复置河南、西安、太原、武昌四都卫。
五年，设亲王护卫指挥使司，统诸親王府护卫。
八年，改在京留守都卫为留守卫指挥使司，诸外都卫为都指挥使司。燕山都卫为北平都指挥使司，西安都卫为陕西都指挥使司，西安行都卫为陕西行都指挥使司，太原都卫为山西都指挥使司，大同都卫为山西行都指挥使司，杭州都卫为浙江都指挥使司，江西都卫为江西都指挥使司，青州都卫为山东都指挥使司，成都都卫为四川都指挥使司，福州都卫为福建都指挥使司，建宁都卫为福建行都指挥使司，武昌都卫为湖广都指挥使司，广东都卫为广东都指挥使司，广西都卫为广西都指挥使司，定辽都卫为辽东都指挥使司，河南都卫为河南都指挥使司。每司设都指挥使、副都指挥使等官。
十四年，置中都留守司及贵州都指挥使司、云南都指挥使司。
二十年，置大宁都指挥使司。第二年，改为北平行都指挥使司。永乐元年（1403年），复称大宁都司。
洪武二十六年定天下都司卫所，共计都司十七，留守司一，内外卫三百二十九，守御千户所六十五。其后沿革，设废不一。
都指挥使司初隶属于大都督府，洪武十三年， 丞相胡惟庸谋反，废中书省，因析大都督府为五，分统诸军司卫所。
皇陵所在各置卫，不隶于都指挥使司。
皇帝亲军上二十二卫，称亲军指挥使司（锦衣卫即其中之一），不隶五都督府。
明初，都指挥使与布政使、按察使并称都布按三司，同为封疆大吏，明朝共置有21个都指挥使司。明武宗正德年间，皇帝好大喜功，多聚宵小之徒，俱充以军职，遂为世所轻。
清代保留了三司當中的布政使、按察使，都指揮使與衛所一同廢除。
《明史》評称“内之部科，外之监军、督抚，叠相弹压，五军府如赘疣，弁帅如走卒。总兵领敕令于兵部，皆跽，间为长揖，即谓非礼。至于末季，卫所军士，虽一诸生可役使之。积轻积弱，重以隐占、虚冒诸弊，至举天下之兵，不足以任战守，而明遂亡矣。”

## 列表
| 序号 | 名称                    | 前身         | 设立时间     | 洪武十三年后所隶都督府 | 驻地                                           | 备注     |
| ---- | ----------------------- | ------------ | ------------ | ---------------------- | ---------------------------------------------- | -------- |
| 1    | 山西都司                | 太原都卫     | 洪武八年     | 后军都督府             | 太原府                                         |          |
| 2    | 山西行都司              | 大同都卫     | 洪武八年     | 后军都督府             | 白羊城→大同府                                  | [ 註 1 ] |
| 3    | 北平都司                | 燕山都卫     | 洪武八年     | 后军都督府             | 北平府今北京市                                 | [ 註 2 ] |
| 4    | 大宁都司→北平行都司     | 新设         | 洪武二十年   | 后军都督府             | 大宁卫今赤峰市宁城县西→保定府                  | [ 註 3 ] |
| 5    | 万全都司                | 新设         | 宣德五年     | 后军都督府             | 宣府三卫今张家口市宣化区                       |          |
| 6    | 山东都司                | 青州都卫     | 洪武八年     | 左军都督府             | 青州府→济南府                                  | [ 註 4 ] |
| 7    | 辽东都司                | 定辽都卫     | 洪武八年     | 左军都督府             | 定辽诸卫/辽阳府今辽阳市                        |          |
| 8    | 浙江都司                | 杭州都卫     | 洪武八年     | 左军都督府             | 杭州府                                         |          |
| 9    | 陕西都司                | 西安都卫     | 洪武八年     | 右军都督府             | 西安府                                         |          |
| 10   | 陕西行都司              | 西安行都卫   | 洪武八年     | 右军都督府             | 河州卫今临夏市→庄浪卫今永登县→甘州五卫今张掖市 | [ 註 5 ] |
| 11   | 四川都司                | 成都都卫     | 洪武八年     | 右军都督府             | 成都府                                         |          |
| 12   | 四川行都司              | 新设         | 洪武二十七年 | 右军都督府             | 建昌卫今西昌市                                 |          |
| 13   | 贵州都司                | 新设         | 洪武十五年   | 右军都督府             | 贵州卫/贵阳府今贵阳市                          |          |
| 14   | 云南都司                | 新设         | 洪武十五年   | 右军都督府             | 云南府今昆明市                                 |          |
| 15   | 江西都司                | 江西都卫     | 洪武八年     | 右军都督府→前军都督府  | 南昌府                                         |          |
| 16   | 河南都司                | 河南都卫     | 洪武八年     | 中军都督府             | 开封府                                         |          |
| 17   | 湖广都司                | 武昌都卫     | 洪武八年     | 前军都督府             | 武昌府                                         |          |
| 18   | 湖广行都司              | 新设         | 成化十二年   | 前军都督府             | 郧阳府今十堰市郧阳区                           |          |
| 19   | 福建都司                | 福州都卫     | 洪武八年     | 前军都督府             | 福州府                                         |          |
| 20   | 福建行都司              | 建宁都卫     | 洪武八年     | 前军都督府             | 建宁府今建瓯市                                 |          |
| 21   | 广东都司                | 广东都卫     | 洪武八年     | 左军都督府→前军都督府  | 广州府                                         |          |
| 22   | 广西都司                | 广西都卫     | 洪武八年     | 前军都督府→右军都督府  | 桂林府                                         |          |
| 23   | 交趾都司                | 新设         | 永乐五年     | 右军都督府             | 交州府今越南河内市                             | [ 註 6 ] |
| 24   | 奴儿干都司              | 新设         | 永乐七年     | --                     | 奴儿干城今俄罗斯特林                           |          |
| 25   | 乌斯藏行都司→乌斯藏都司 | 乌斯藏行都卫 | 洪武八年     | --                     | --                                             | [ 註 7 ] |
| 26   | 朵甘行都司              | 朵甘行都卫   | 洪武八年     | --                     | --                                             | [ 註 8 ] |

1. ↑  山西行都司初治白羊城，洪武二十五年徙治大同府城。
2. ↑  永乐元年二月，罢北平都指挥使司，改设北京留守行后军都督府。
3. ↑  洪武二十年，置大宁都指挥使司于元大宁路治。二十一年，改为北平行都指挥使司。永乐元年，内迁至保定，并改为大宁都指挥使司。
4. ↑  洪武八年，改青州都卫指挥使司为山东都指挥使司，治青州。九年，改山东等处行中书省为山东等处承宣布政使司，与都司同徙治济南。
5. ↑  洪武七年七月，设西安行都卫于河州卫，总辖河州、朵甘、乌斯藏三卫。八年，改西安行都卫为陕西行都指挥使司。九年十一月，罢陕西行都司。十二年，复设行都司于庄浪。二十六年，自庄浪徙于甘州。
6. ↑  宣德二年底，明朝势力退出交趾。
7. ↑  洪武六年，置乌斯藏卫指挥使司，隶西安行都卫。七年，升乌斯藏卫为乌思藏行都卫。八年，称行都司。宣德元年，为明确与乌思藏行都司与俺不罗、牛儿宗寨、领司奔三行都司的隶属关系，明在官方文献中改乌思藏行都指挥使司为乌思藏都指挥使司。
8. ↑  洪武六年，置朵甘卫指挥使司，隶西安行都卫。七年，升朵甘卫为朵甘行都卫。八年，称行都司。

## 註腳
1. ↑  《明史·职官志一》载：“外设都、布、按三司，分隶兵、刑、钱谷，其考核则听于府部。”